# 若葉町 (横浜市)
若葉町（わかばちょう）は、神奈川県横浜市中区の町名。現行行政地名は若葉町1丁目から若葉町3丁目（字丁目）で、住居表示は未実施。面積は0.030km²。

## 地理
中区北西部に位置する。北は末吉町1～3丁目、東は長者町7・8丁目、南は伊勢佐木町3～5丁目に接し、東側が1丁目となる。伊勢佐木町商店街の裏通りに当たり、飲食店等のほか、3丁目には1952年に横浜名画座、1953年に横浜日劇が開館し、「洋画は日劇、邦画は名画座」のフレーズで映画の街として栄えた。日劇は2005年に閉館したが、名画座は1991年に2スクリーンのシネマ・ジャック&ベティに改められ、現在でも営業している。町内に鉄道は通っていないが、近隣に京浜急行日ノ出町駅と黄金町駅、横浜市営地下鉄ブルーライン伊勢佐木長者町駅と阪東橋駅がある。

## 歴史
江戸時代に、掘割川を開削して生じた土砂で沼地を埋め立てた吉田新田の一部として開墾された。1873年（明治6年）に現在の町名となる。1889年に横浜市、1927年（昭和2年）に横浜市中区の一部となる。1928年に一部を長者町に編入、長者町・末吉町の各一部を編入し、若干町域が変更された。地名は佳名を採った瑞祥地名である。第二次世界大戦後は付近一帯が占領軍に接収され、現在の若葉町にあたる位置に、大岡川に並行する向きにアメリカ陸軍の軽飛行機用滑走路が作られた。
2022年（令和4年）11月1日、神奈川県は若葉町1丁目、同2丁目および同3丁目を県暴力団排除条例に基づき暴力団排除特別強化地域に指定した。

## 世帯数と人口
2025年（令和7年）6月30日現在（横浜市発表）の世帯数と人口は以下の通りである。
| 丁目        | 世帯数    | 人口    |
| ----------- | --------- | ------- |
| 若葉町1丁目 | 292世帯   | 342人   |
| 若葉町2丁目 | 204世帯   | 262人   |
| 若葉町3丁目 | 566世帯   | 766人   |
| 計          | 1,062世帯 | 1,370人 |

### 人口の変遷
国勢調査による人口の推移。
| 年                 | 人口 |
| ------------------ | ---- |
| 1995年（平成7年）  | 709  |
| 2000年（平成12年） | 836  |
| 2005年（平成17年） | 823  |
| 2010年（平成22年） | 851  |
| 2015年（平成27年） | 868  |
| 2020年（令和2年）  | 992  |

### 世帯数の変遷
国勢調査による世帯数の推移。
| 年                 | 世帯数 |
| ------------------ | ------ |
| 1995年（平成7年）  | 441    |
| 2000年（平成12年） | 535    |
| 2005年（平成17年） | 549    |
| 2010年（平成22年） | 528    |
| 2015年（平成27年） | 578    |
| 2020年（令和2年）  | 721    |

## 学区
市立小・中学校に通う場合、学区は以下の通りとなる（2024年11月時点）。
| 丁目        | 番地 | 小学校             | 中学校                 |
| ----------- | ---- | ------------------ | ---------------------- |
| 若葉町1丁目 | 全域 | 横浜市立本町小学校 | 横浜市立横浜吉田中学校 |
| 若葉町2丁目 | 全域 | 横浜市立東小学校   | 横浜市立老松中学校     |
| 若葉町3丁目 | 全域 | 横浜市立東小学校   | 横浜市立老松中学校     |

## 事業所
2021年現在の経済センサス調査による事業所数と従業員数は以下の通りである。
| 丁目        | 事業所数 | 従業員数 |
| ----------- | -------- | -------- |
| 若葉町1丁目 | 12事業所 | 97人     |
| 若葉町2丁目 | 39事業所 | 235人    |
| 若葉町3丁目 | 37事業所 | 139人    |
| 計          | 88事業所 | 471人    |

### 事業者数の変遷
経済センサスによる事業所数の推移。
| 年                 | 事業者数 |
| ------------------ | -------- |
| 2016年（平成28年） | 84       |
| 2021年（令和3年）  | 88       |

### 従業員数の変遷
経済センサスによる従業員数の推移。
| 年                 | 従業員数 |
| ------------------ | -------- |
| 2016年（平成28年） | 473      |
| 2021年（令和3年）  | 471      |

## その他

### 日本郵便
- 郵便番号：231-0056[3]（集配局：横浜港郵便局[20]）

### 警察
町内の警察の管轄区域は以下の通りである。
| 丁目        | 番・番地等 | 警察署         | 交番・駐在所   |
| ----------- | ---------- | -------------- | -------------- |
| 若葉町1丁目 | 全域       | 伊勢佐木警察署 | 伊勢佐木町交番 |
| 若葉町2丁目 | 全域       | 伊勢佐木警察署 | 伊勢佐木町交番 |
| 若葉町3丁目 | 全域       | 伊勢佐木警察署 | 伊勢佐木町交番 |